# Singin' and Swingin'
Singin' and Swingin' è il terzo album del gruppo vocale Hank Ballard and The Midnighters, il primo pubblicato per l'etichetta discografica King Records nel 1959. Il disco fu ristampato su vinile dall'etichetta danese Sing Records (618) nel 1988, in una edizione identica all'album originale.
Nel 2010 la casa discografica Hoodoo pubblicò su CD Hank Ballard and The Midnighters/Singin' and Swingin' (ossia The Midnighters, Volume Two più Singin' and Swingin, con 27 brani totali).

## Tracce
Lato A
1. Teardrops on Your Letter – 2:52 (Henry Glover) – Registrato l'11 novembre 1958 a Cincinnati, Ohio
2. Ring A-Ling A-Ling – 2:51 (King, Richard) – Registrato il 7 gennaio 1955 a New York City, New York
3. Let Me Hold Your Hand – 2:54 (Hank Ballard) – Registrato il 25 settembre 1956 a Cincinnati, Ohio
4. Don't Say Your Last Goodbye – 2:56 (Hank Ballard, Porter) – Registrato il 24 aprile 1954 a Cincinnati, Ohio
5. Whatsonever You Do – 2:25 (Singleton, McCoy) – Registrato il 17 marzo 1955 a Cincinnati, Ohio
6. Stingy Little Thing – 3:02 (Hank Ballard) – Registrato il 23 settembre 1954 a Los Angeles, California
7. Ashamed of Myself – 3:05 (Singleton, McCoy) – Registrato il 7 gennaio 1955 a New York City, New York

Durata totale: 20:05
Lato B
1. The Twist – 2:38 (Hank Ballard) – Registrato l'11 novembre 1958 a Cincinnati, Ohio
2. That House on the Hill – 2:29 (Hank Ballard) – Registrato il 6 giugno 1955 a Cincinnati, Ohio
3. Sweet Mama, Do Right – 2:46 (Hank Ballard) – Registrato il 1 dicembre 1955 a New York City, New York
4. Ooh Ooh Baby – 2:47 – Registrato il 25 settembre 1956 a Cincinnati, Ohio
5. Tell Them – 2:09 – Registrato il 23 settembre 1954 a Los Angeles, California
6. Rock and Roll Wedding – 2:42 – Registrato il 6 giugno 1955 a Cincinnati, Ohio
7. I'll Be Home Someday – 3:06 – Registrato il 25 settembre 1956 a Cincinnati, Ohio

Durata totale: 18:37

## Musicisti
Teardrops on Your Letter e The Twist
- Hank Ballard and The Midnighters - voci
- Roy Felder - sassofono tenore
- Henry Moore - sassofono tenore
- Sonny Thompson - pianoforte
- Cal Green - chitarra
- Navarro Hastings - basso elettrico
- Edwyn Conley - contrabbasso
- George De Hart - batteria

Ring A-Ling A-Ling e Ashamed of Myself
- Hank Ballard - voce solista
- Charles Sutton (The Midnighters) - voce
- Henry Booth (The Midnighters) - voce
- Sonny Woods (The Midnighters) - voce basso

Musicisti aggiunti
- Louis Stephens - sassofono tenore
- Bill Graham - sassofono baritono
- Todd Rhodes - pianoforte
- Cal Green - chitarra
- Joe Williams - basso elettrico
- George De Hart - batteria

Let Me Hold Your Hand, I'll Be Home Someday e Ooh Ooh Baby
- Hank Ballard and The Midnighters - voci

Musicisti aggiunti
- Wilbert Dyer - sassofono alto
- Don Wilkerson - sassofono tenore
- Joe Hunter - pianoforte
- Cal Green - chitarra
- H.T. Martin - basso elettrico
- George De Hart - batteria

Don't Say Your Last Goodbye
- Hank Ballard - voce solista
- Charles Sutton (The Midnighters) - voce
- Henry Booth (The Midnighters) - voce
- Sonny Woods (The Midnighters) - voce basso

Musicisti aggiunti
- Sil Austin - sassofono tenore
- Eddie Smith - pianoforte
- Arthur Porter - chitarra
- Clarence Mack - basso elettrico
- Philip Paul - batteria
- Charles Buddy Montgomery - vibrafono

Whatsonever You Do
- Hank Ballard - voce solista
- Charles Sutton (The Midnighters) - voce
- Henry Booth (The Midnighters) - voce
- Sonny Woods (The Midnighters) - voce basso

Musicisti aggiunti
- Roy Felder - sassofono tenore
- Elexander Nelson - sassofono baritono
- Emmanuel Kennebrew - pianoforte
- Cal Green - chitarra
- Jimmy Glover - basso elettrico
- Edison Gore - batteria

Stingy Little Thing e Tell Them
- Hank Ballard - voce solista
- Charles Sutton (The Midnighters) - voce
- Henry Booth (The Midnighters) - voce
- Sonny Woods (The Midnighters) - voce basso

Musicisti aggiunti
- Louis Stephens - sassofono tenore
- Harold Wallace - sassofono baritono
- Christine Chatman - pianoforte
- Cal Green - chitarra
- Joe Williams - basso elettrico
- George De Hart - batteria

That House on the Hill e Rock and Roll Wedding
- Hank Ballard - voce solista
- Charles Sutton (The Midnighters) - voce
- Henry Booth (The Midnighters) - voce
- Sonny Woods (The Midnighters) - voce basso

Musicisti aggiunti
- Louis Stephens - sassofono tenore
- Todd Rhodes - pianoforte
- Cal Green - chitarra
- Joe Williams - basso elettrico
- George De Hart - batteria

Sweet Mama, Do Right
- Hank Ballard and The Midnighters - voci

Musicisti aggiunti
- Don Wilkerson - sassofono tenore
- Perry Deal - pianoforte
- Cal Green - chitarra
- Joe Williams - basso elettrico
- George De Hart - batteria[1]